# Horizon des particules
Pour les articles homonymes, voir Horizon.
En relativité restreinte et en relativité générale, l'horizon des particules à un instant donné est la limite dans l'Univers entre l'ensemble des particules qui ont été observables à un temps antérieur et celles qui ne l'ont pas été,. Cet horizon est la limite de l'univers observable.
L'horizon des particules est le pendant de l'horizon des évènements, qui détermine la limite éventuelle de la région qui peut être influencée dans le futur par un observateur situé en un endroit donné à une époque donnée.